# Sakalava

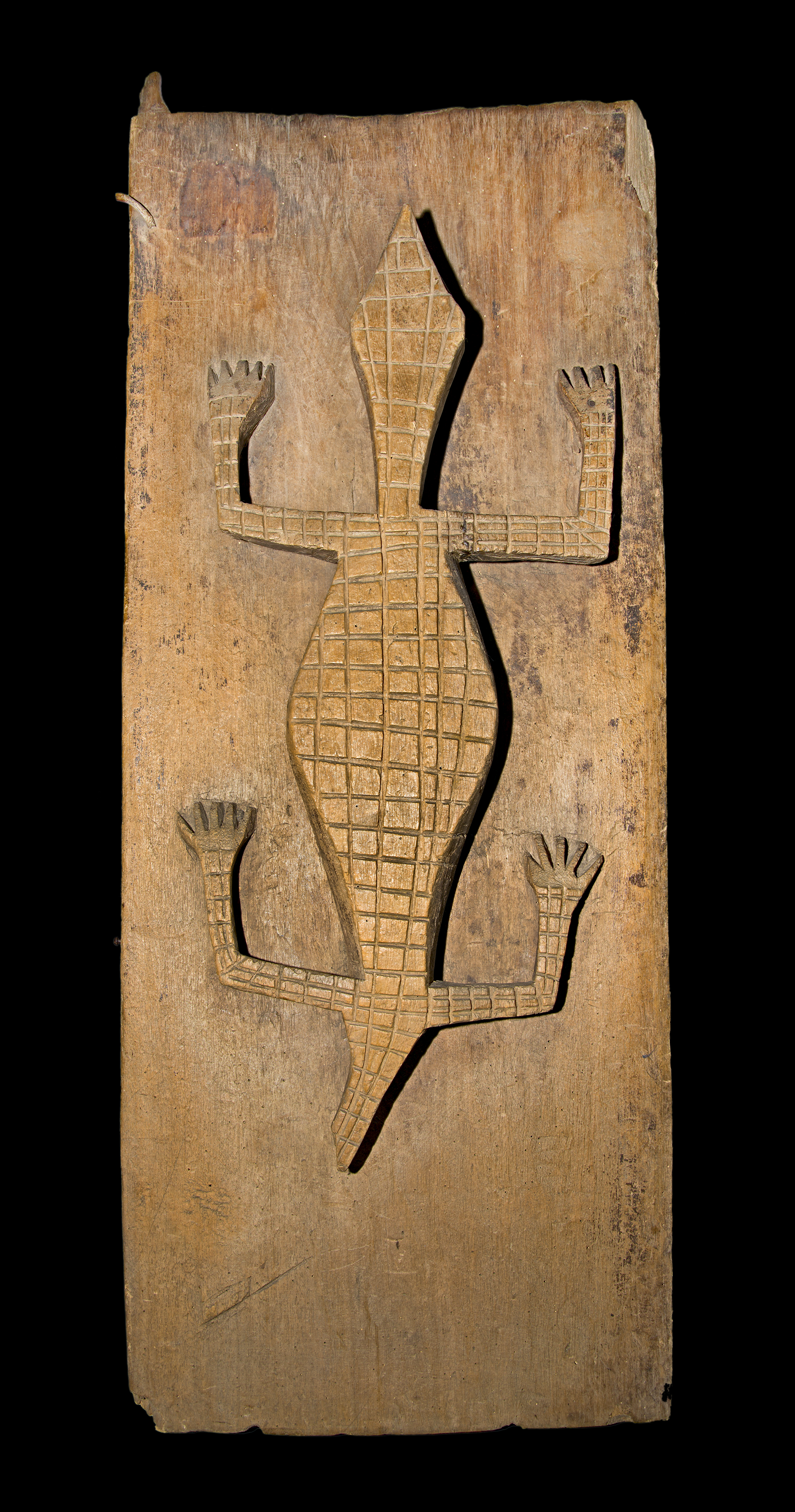
Puerta del

Los sakalava o sakalave son un pueblo establecido en la costa occidental de Madagascar (576.000 en 1989), que hablan una lengua malayopolinésica.

## Historia
En el siglo XVII, los sakalava crearon dos grandes reinos, Menabe al oeste y Reino de Boina al noroeste. Fueron, a continuación, suplantados por el reino Merina. Estaban organizados según una rigurosa estratificación social (príncipes, parientes de reyes, señores, burgueses, esclavos de guerra y esclavos comprados) y un sistema de castas y de clases de edad. El sistema de parentesco admitía la filiación patrilineal de forma dominante.

## Identidad Étnica
Los Sakalava denominan a una serie de grupos étnicos más pequeños que en algún momento conformaron un imperio, en lugar de ser un grupo étnico por derecho propio. El origen de la palabra Sakalava sigue siendo objeto de controversia, así como su significado real. La explicación más común es la traducción moderna en malgache de Sakalava,

## Los sakalava hoy en día
Los sakalava viven, hoy día, de la pesca y ganadería (bueyes), así como de distintos cultivos de plantas comestibles. La religión tradicional consiste en la creencia en un dios creador y en el culto a los antepasados.